# Duque de Transilvania

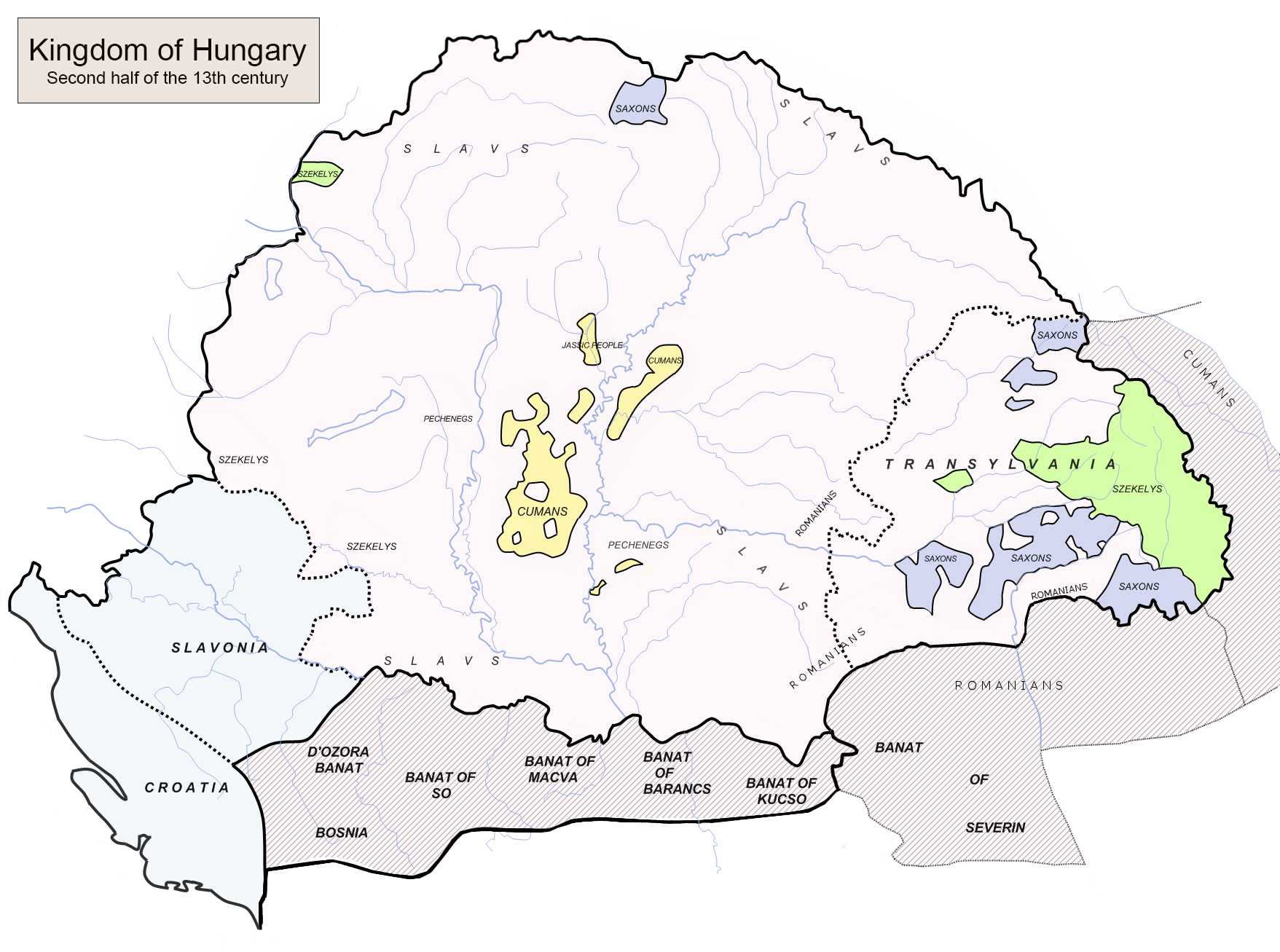
El Reino de Hungría a finales del.

El duque de Transilvania (en húngaro: erdélyi herceg; latín: dux Transylvaniae) fue un título de nobleza otorgado cuatro veces a un hijo o un hermano del monarca húngaro. Los duques de la primera y segunda creación, Bela (1226-1235) y Esteban (1257-1258 o 1259, 1260-1270) de la Casa de Árpad eran, de hecho, virreyes con autoridad significativa en Transilvania. El duque de la tercera creación, Luis, no administró la provincia. El cuarto duque, Esteban de la dinastía Anjou (1350-1351) no jugó ningún papel significativo en la política del ducado.

## Historia

### El Duque Bela
Transilvania era una «frontera» oriental (según Florin Curta) del Reino medieval de Hungría desde principios del siglo XI. Expuesto a los ataques de los cumanos y otras tribus nómadas vecinas, un funcionario de alto rango especialmente asignado a esta tarea por el monarca, llamado voivoda, administró la provincia desde las últimas décadas del siglo XII. Transilvania experimentó un crecimiento demográfico constante desde la década de 1150, a lo que contribuyó la inmigración de nuevos colonos de Europa Occidental.
El rey Andrés II de Hungría consideró emplear a los Caballeros Teutónicos para defender la remota provincia de su reino y estimular la conversión de los cumanos paganos. Para este propósito, otorgó a los caballeros la región de Burzenland, en Transilvania, en 1211. Los cumanos solo se volvieron receptivos a la idea de conversión después de 1223. Sufriendo una severa derrota en la batalla del río Kalka por los mongoles en ese año, tuvieron que tomar en consideración la amenaza de una nueva invasión mongola a partir de entonces.
Habiendo notado el intento de los Caballeros Teutónicos de deshacerse de la autoridad real al aceptar la soberanía de la Santa Sede, el rey los expulsó por la fuerza de sus dominios en 1225. Mientras tanto, el monarca había emitido una carta para resumir los privilegios de un grupo significativo de descendientes de los colonos de Europa Occidental. Según el Diploma Andreanum de 1224, los sajones de Transilvania estaban exentos de la autoridad de los voivodas. Asimismo, la existencia de un funcionario real, el conde de los sículos demuestra que los sículos de habla húngara también administraron independientemente de los voivodas a más tardar desde la década de 1220.
Andrés II nombró a su hijo mayor, Bela, duque de Transilvania en 1226. Bela había sido coronado «rey joven» en 1214. El recién nombrado duque había administrado anteriormente Eslavonia con el mismo título. Como duque de Transilvania, Bela se hizo responsable de la expansión del reino sobre las montes Cárpatos (según Florin Curta). Esto incluyó la protección de la obra misional realizada entre las tribus cumanas occidentales principalmente por los frailes dominicos.
De hecho, un jefe cumano llamado Boricius se convirtió voluntariamente al cristianismo en 1227. Al año siguiente, el duque Bela acompañó al arzobispo Roberto de Esztergom a las tierras de Boricius, donde se estableció un nuevo obispado. Los jefes cumanos también aceptaron la autoridad del rey de Hungría, representado por el rey joven en la región. En efecto, el rey Andrés y su hijo confirmaron conjuntamente las libertades de los jefes y plebeyos cumanos en 1228 o 1229.
En algún momento, el duque Bela actuó independientemente de su padre, como lo demuestra su concesión de exención de impuestos a los caballeros transilvanos en 1231 y su donación de tierras situadas en Valaquia en 1233. El papa Gregorio IX también instó al duque Bela a proteger los intereses del obispo de Cumania contra los prelados ortodoxos que ofrecieron los sacramentos no solo a los rumanos, sino también a los creyentes alemanes y húngaros en su diócesis. El ducado del rey joven de Transilvania dejó de existir en 1235 cuando Bela heredó el trono de su padre.

### Esteban el rey joven
La segunda creación del título está relacionada con la llegada a la mayoría de edad de Esteban, el hijo mayor del rey Bela IV de Hungría (duque Bela de la creación anterior). Del mismo modo que su padre, el duque Esteban ya había sido coronado «rey joven» cuando fue designado para gobernar Transilvania en 1257, y también tenía el título de duque de Eslavonia. Aunque fue removido temporalmente del cargo entre 1258 o 1259 y 1260, por otro lado, Esteban administró activamente los territorios que se le asignaron durante su gobierno. No solo confirmó los antiguos privilegios otorgados por su padre o anteriores monarcas, sino que otorgó nuevas libertades y donó propiedades a sus seguidores. Desde el mismo período, no se ha preservado ninguna carta emitida por el rey Bea IV en relación con Transilvania, lo que implica que el duque Esteban dirigió la administración de sus territorios sin ninguna interferencia real.

### El duque Luis
Luis recibió el título de duque de Transilvania de su padre, Carlos I en 1339, pero no administró su provincia. Su corte ducal es mencionada por primera vez en una carta real de 1340.

## Lista de duques

### Primera creación
| Imagen | Nombre                                                                                 | Nacimiento | Inicio | Fin  | Muerte            | Cónyuge         |
| ------ | -------------------------------------------------------------------------------------- | ---------- | ------ | ---- | ----------------- | --------------- |
|        | Bela Casa de Árpad también: Duque de Eslavonia (1220-1226), Rey de Hungría (1235-1270) | 1206       | 1226   | 1235 | 3 de mayo de 1270 | María Láscarina |

### Segunda creación
| Imagen | Nombre | Nacimiento | Inicio           | Fin       | Muerte              | Cónyuge          |
| ------ | --- | ---------- | ---------------- | --------- | ------------------- | ---------------- |
|        | Esteban Casa de Árpad también: Duque de Eslavonia (1246), Duque de Estiria (1259-1260), Rey de Hungría (1270-1272) | 1239       | 1257-1258 o 1259 | 1260-1270 | 6 de agosto de 1272 | Isabel la Cumana |

### Tercera creación
| Imagen | Nombre                                                 | Nacimiento         | Inicio | Fin  | Muerte                   | Cónyuge                                        |
| ------ | ------------------------------------------------------ | ------------------ | ------ | ---- | ------------------------ | ---------------------------------------------- |
|        | Luis Casa de Anjou también: Rey de Hungría (1342-1382) | 5 de marzo de 1326 | 1339   | 1342 | 10 de septiembre de 1382 | 1) Margarita de Luxemburgo 2) Isabel de Bosnia |

### Cuarta creación
| Imagen | Nombre                                                                                             | Nacimiento | Inicio | Fin  | Muerte              | Cónyuge              |
| ------ | -------------------------------------------------------------------------------------------------- | ---------- | ------ | ---- | ------------------- | -------------------- |
|        | Esteban Casa de Anjou también: Duque de Szepes y Sáros (1349-1350), Duque de Eslavonia (1351-1354) | 1332       | 1350   | 1351 | 9 de agosto de 1354 | Margarita de Baviera |